# Promethium(III)-chlorid
Promethium(III)-chlorid ist eine chemische Verbindung aus den Elementen Promethium und Chlor. Es besitzt die Formel PmCl3 und gehört zur Stoffklasse der Chloride.

## Darstellung
Promethium(III)-chlorid entsteht aus Promethium(III)-oxid (Pm2O3) durch Erhitzen im trockenen HCl-Strom bei 580 °C.

## Eigenschaften
Promethium(III)-chlorid (PmCl3) ist ein violetter Feststoff mit einem Schmelzpunkt von 655 °C. Es kristallisiert im hexagonalen Kristallsystem (NdCl3-Typ) mit den Gitterparametern a = 739 pm und c = 421 pm mit zwei Formeleinheiten pro Elementarzelle und somit einer berechneten Dichte von 4,19 g·cm−3.
Wird PmCl3 in Gegenwart von H2O erhitzt, so erhält man das blassrosa gefärbte Promethium(III)-oxichlorid (PmOCl).

## Sicherheitshinweise
Einstufungen nach der CLP-Verordnung liegen nicht vor, weil diese nur die chemische Gefährlichkeit umfassen und eine völlig untergeordnete Rolle gegenüber den auf der Radioaktivität beruhenden Gefahren spielen. Auch Letzteres gilt nur, wenn es sich um eine dafür relevante Stoffmenge handelt.